# Biserica de lemn „Sfântul Arhanghel Mihail” din Ocnița
Biserica de lemn „Sf. Arhanghel Mihail” este o biserică amplasată în Ocnița, raionul Ocnița, Republica Moldova. Este un monument arhitectural de importanță națională inclus în Registrul monumentelor Republicii Moldova ocrotite de stat cu nr. 1790 (raionul Ocnița). Datează din 1882.